# Russell (Kansas)
Russell és una població dels Estats Units a l'estat de Kansas. Segons el cens del 2000 tenia 4.696 habitants.

## Demografia
Segons el cens del 2000, Russell tenia 4.696 habitants, 2.057 habitatges, i 1.250 famílies. La densitat de població era de 369,3 habitants/km².
Dels 2.057 habitatges en un 25,7% hi vivien nens de menys de 18 anys, en un 49,9% hi vivien parelles casades, en un 8,3% dones solteres, i en un 39,2% no eren unitats familiars. En el 34,1% dels habitatges hi vivien persones soles el 17,7% de les quals corresponia a persones de 65 anys o més que vivien soles. El nombre mitjà de persones vivint en cada habitatge era de 2,2 i el nombre mitjà de persones que vivien en cada família era de 2,82.
Per edats la població es repartia de la següent manera: un 22,4% tenia menys de 18 anys, un 6,5% entre 18 i 24, un 24,5% entre 25 i 44, un 22% de 45 a 60 i un 24,6% 65 anys o més.
L'edat mediana era de 43 anys. Per cada 100 dones de 18 o més anys hi havia 86 homes.
La renda mediana per habitatge era de 26.217 $ i la renda mediana per família de 37.813 $. Els homes tenien una renda mediana de 25.109 $ mentre que les dones 17.757 $. La renda per capita de la població era de 15.690 $. Entorn de l'11,3% de les famílies i el 14,3% de la població estaven per davall del llindar de pobresa.

## Poblacions més properes
El següent diagrama mostra les poblacions més properes.